# Pepa Bueno
Pour les articles homonymes, voir Bueno et Márquez.
María José Bueno Márquez, plus connue sous le nom de Pepa Bueno, est une journaliste espagnole née en 1964 à Badajoz, en Estrémadure, en Espagne.
Elle est la directrice du quotidien de référence El País.

## Biographie
Elle commence sa carrière professionnelle dans les services d'informations de Radio nacional de España-Extremadura où elle passa comme chef des informations de RNE-Aragón, et dans le même temps elle collabore au journal Diario 16.
Après être passée par la direction des informations à Madrid à Radio pública, en 1991, elle arrive à la télévision espagnole (la Primera de TVE) et concrètement dans son centre régional en Andalousie, où elle présente et dirige l'information régionale. Plus tard, elle fait de même dans le centre régional de Madrid.
En septembre 1996, elle assume la sous-direction et la co-présentation, avec José Toledo, du programme d'actualité Gente. Pendant presque huit ans, elle apparaît quotidiennement sur le petit écran dans la chronique des faits divers qui se sont produits dans le pays.
Après la nomination de Fran Llorente comme directeur des services d'informations de la TVE, elle est sélectionnée pour remplacer Luis Mariñas dans le programme d'interviews et d'actualité politique Los desayunos de TVE, poste qu'elle occupe entre 2004 et 2009. Entre mars et juin 2008, elle présente le magazine matinal de la même chaine Esta mañana. Elle présente en septembre 2009 la seconde édition du journal télévisé sur la télévision publique espagnole (La Primera de TVE), en remplacement de Lorenzo Milá.
Depuis le 3 septembre 2012, elle présente aux côtés de Gemma Nierga le programme de la radio espagnole le plus connu Hoy por Hoy de la Cadena SER.
En 2021 elle est la directrice d'El País.

## Engagement
Elle collabore activement avec la Asociación Escuela para Todas, un organisme sans but lucratif et dont le principal objectif est la scolarisation des petites filles au Cambodge. Pepa Bueno est ambassadrice d'école pour toutes de Marie Claire.

## Distinction
En octobre 2016, le Club de las 25 lui rend hommage avec un prix dédié à « sa défense à la liberté et la démocratie », qu'elle reçoit des mains de la directrice du Diario 16, la journaliste Cristina Fallarás. Ce prix a été décerné à d'autres grandes personnalités féminines, comme la dernière milicienne survivante de la guerre d'Espagne, Ángeles Flórez Peón,  ou encore l'écrivaine Almudena Grandes.